# Frank Kurtz
Frank Allen Kurtz, född 9 september 1911 i Davenport i Iowa, död 30 oktober 1996 i North Hollywood i Kalifornien, var en amerikansk simhoppare.
Kurtz blev olympisk bronsmedaljör i höga hopp vid sommarspelen 1932 i Los Angeles.